# ジョセフィン・ハル
ジョセフィン・ハル（Josephine Hull, 1877年1月3日 - 1957年3月12日）は、アメリカ合衆国の舞台女優、舞台演出家。

## 略歴
1877年（1886年との資料もあるが1877年が正しい。詳細は英語版Wikipediaを参照）にマサチューセッツ州ニュートンヴィルで生まれる。
1905年に舞台で女優デビューし、以後50年にわたって舞台女優として活躍、舞台演出家としても活動した。映画出演はわずか6本だが、出演した舞台『ハーヴェイ』の映画化作品にも出演し、アカデミー助演女優賞とゴールデングローブ賞 助演女優賞を受賞した。
1910年に舞台俳優のシェリー・ハルと結婚し、ジョセフィン・ハルと名前を変えるが、1919年に夫をスペイン風邪で亡くすと、その後は生涯独身を通す。夫の死後も「ミセス・シェリー・ハル」を名乗って活動していたことがある。
1950年代に入るとテレビにも出演するようになる。
1957年に脳内出血で死去。

## 主な出演作品

### 映画
- The Bishop's Candlesticks (1929) ※短編映画
- ほほえみの街 After Tomorrow (1932)
- Careless Lady (1932)
- 毒薬と老嬢 Arsenic and Old Lace (1944)
- ハーヴェイ Harvey (1950)
- The Lady from Texas (1951)

## トリビア
ジョセフィン・ハルの亡夫シェリーの弟で俳優のヘンリー・ハルは、兄が亡くなった1919年の暮れに生まれた自分の息子に亡兄（の本名）と同じシェリー（Shelley）の名を付けた。このシェリーは後にテレビドラマのプロデューサーとなった。